# 阪神甲子園球場
阪神甲子園球場（日语：／ Hanshin Kōshien Kyūjō */?）是位於日本兵庫縣西宮市甲子園町的棒球場，一般簡稱為「甲子園球場」或「甲子園」。總佔地面積39,600平方公尺，可容納50,454人，賽場中央線為120公尺，兩翼為96公尺，由日本著名建築公司大林組設計及建造，於大正13年甲子年（1924年）落成起用，當年的天干和地支恰巧為「甲」和「子」，也代表干支紀年中紀元的開始，是非常難得的一年，故命名為「甲子園」（當時全名為『阪神電車甲子園大運動場』）。此球場為日本第一個大型的多用途棒球場，也是日本職棒仍使用中的最古老場地，目前為中央聯盟阪神虎隊使用。
阪神甲子園球場的擁有者為阪神電氣鐵道，該公司營運的阪神本線在球場旁設有甲子園站。
甲子園球場與東京的明治神宮棒球場分別為日本高校與大學野球聖地。（高校野球の聖地）

## 概要
阪神甲子園球場是日本職棒阪神虎隊的主場，也是日本每年春、夏兩季舉辦全國高中棒球聯賽時的指定球場，因此廣為人知。尤其是長期受到全國高中棒球聯賽宣傳的影響，“甲子園”三個字幾乎已成為日本高中棒球的代名詞，所以在日本若提到“甲子園”，一般就是指選拔高等學校野球大會（即春季甲子園大賽）或全國高等學校野球選手權大會（即夏季甲子園大賽）。
另有日本大学生美式足球冠军赛甲子园碗每年12月在甲子園球場举行。
日本高等學校女子硬式野球選手權大會第25（2021）、26（2022）屆決賽，亦於本球場舉行。

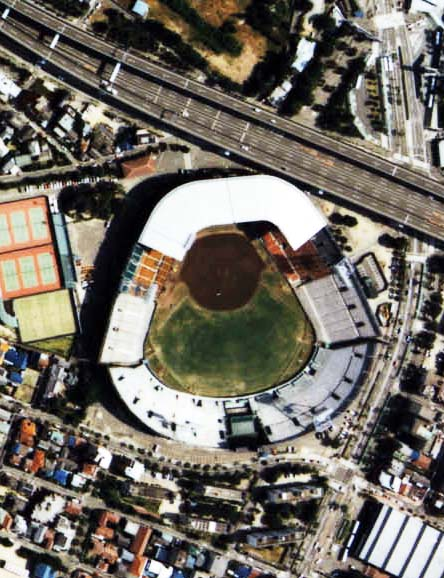
1985年阪神甲子園球場空照圖，日本國土交通省提供
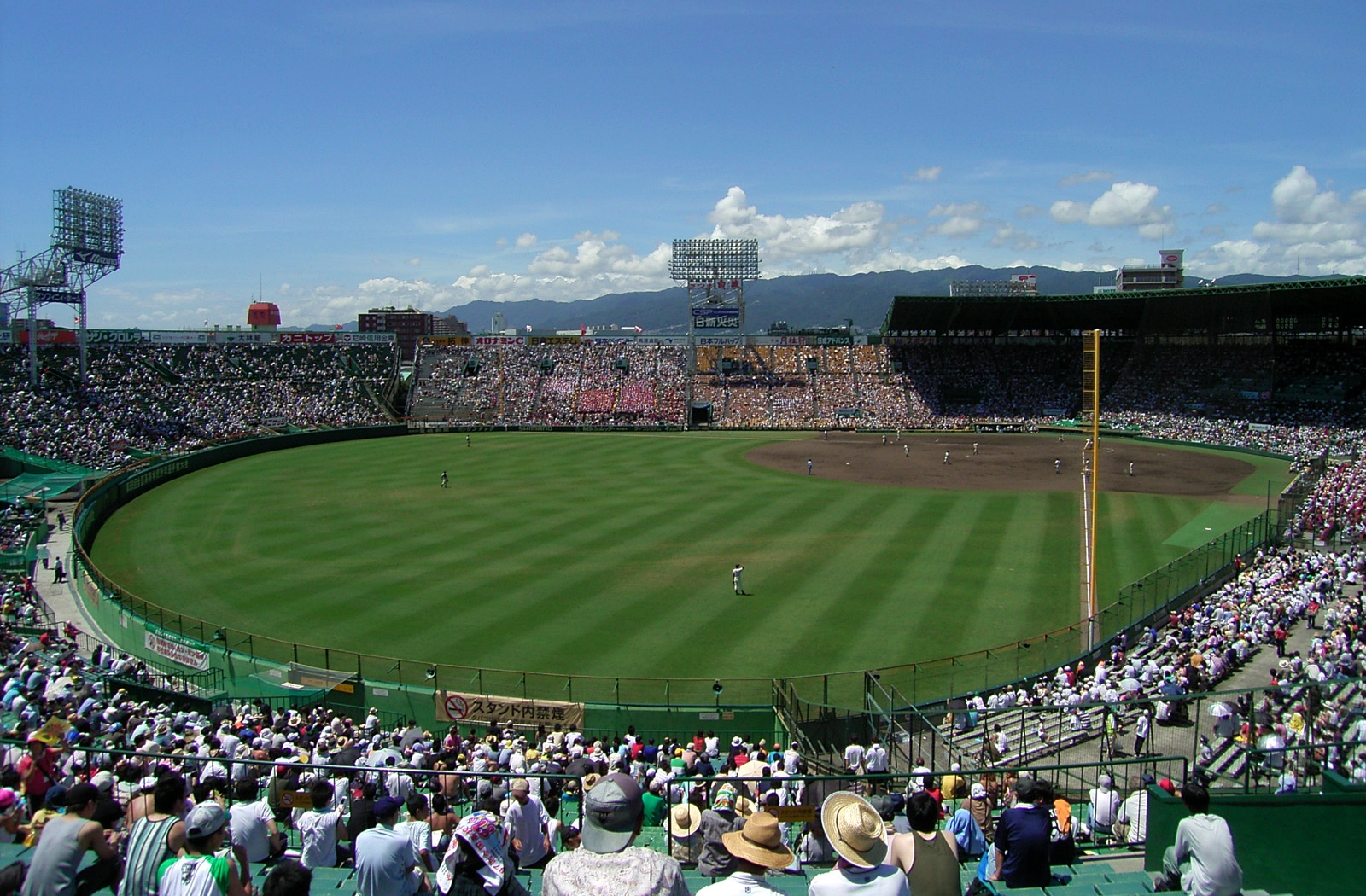
改造前的球場內部

## 整建工程
由於阪神甲子園球場歷史悠久，相關設施多已老舊，再加上1995年阪神大地震也對球場造成了較小程度的破壞，自2007年起，在不影響高中棒球聯賽及日本職棒球季的情況下，於非比賽期間展開三階段整建工程，於2010年完工，完工後變身成為一座具現代感與歷史傳承意義並存的棒球場，由於整建的關係，為提升看球時的舒適度及場內動線變更，觀眾席的配置及座位總容量將有所改變。
整建完成後於球場建築內新設甲子園歷史館，展示甲子園球場、阪神虎隊及日本高中棒球有關的歷史與文物，此館於2010年3月14日開幕營運。